# TVB星河頻道
TVB星河頻道是香港電視廣播(國際)有限公司擁有的一條以華語廣播而經營的衛星頻道，該頻道每日以粤語及國語廣播播放香港無綫電視所製播的電視劇為主。
於1998年12月7日，電視廣播（衛星）有限公司成立，是唯一一個為進軍海外中文衛星電視市場，以華語廣播的星河頻道開播，該頻道及同屬的TVB8獲中華人民共和國國家廣播電影電視總局批准在中國大陸境内落地收看，為三星或以上級別酒店和涉外單位提供服務。2018年1月1日起此頻道全新改版。2024年12月起，该频道可以自选多种语言字幕，但该频道不会自动显示中文字幕，必须手动调字幕。

## 節目

1998年-2017年台徽

TVB星河頻道除了大部分時間以粤語及國語廣播播放香港無綫電視所製播的電視劇之外，其餘時間播放少量香港無綫電視節目、該頻道自製節目等。

### 自製節目
- 放眼看世界

### 節目時段

#### 2018年至今
TVB星河頻道把每日所播放的劇集編排分為不同系列
- 「星河人氣劇場」（英語：Xing He Drama Fan Club）则会选择最受欢迎的TVB节目。
- 「好戲珍藏館（前稱 "戲說當年"）」（英語：Memorable Titles/Applause Museum）
- 「懷念XXX」（前稱 "永遠懷念您 - XXX"）（英語：Remembering: XXX）
- 「新春好戲」（英語：CNY Special）則是每年新春時會選出播放的一套劇集。
- 「情人節獻禮」（英語：Valentine's Day Special），别称稱為「周末情人節獻禮」（英語：Weekend Valentine's Day Special）則是每年情人節時會選出播放的一套劇集。若在星期六至日播放會顯示「週末情人節獻禮」。
- 「星河週年鉅獻」（英語：Anniversary Special）則是每年台慶劇時會選出播放的一套劇集。
- 「穿越大放送」（英語：Time Travel Series）
- 「緣份的天空」（英語：Passion Under the Sky）
- 「女人劇場」（英語：Ladies Theatre）则播出关于女生生活经厉的电视剧。
- 「武俠傳奇」（英語：Wuxia Legend Stories）

外購節目（目前节目在2025年1月4日已经取消）
- 文化中國（2018年10月13日起在該頻道播放并接替停播的TVB8）
- 我們走在大路上
- 敢教日月換新天（待播出）
- 少年看中國（待播出）

### 已結束
節目時段
- 「我們這一家」（英語：We Are Family）
- 「真心英雄」（英語：Authentic Heroes）
- 「品味戲劇人生」（英語：Drama Expresso）
- 「歡樂星河」（英語：Laughter Showers）
- 「星河無疆界」（英語：Acquired Drama Attractions）：放映大陸電視劇（國語）
- 「星河時刻」（英語：Xing He Zone）
  - 「歡樂時刻」（英語：Laughter Zone）
  - 「智勇時刻」（英語：Danger Zone）
  - 「歷史時刻」（英語：Historical Zone）
  - 「精武時刻」（英語：Action Zone）
  - 「智勇時刻」（英語：Danger Zone）
  - 「戀愛時刻」（英語：Love Zone）
  - 「關愛時刻」（英語：Family Zone）
- 「XXX電視風雲」：播放由XXX（演員名字）演出的無綫電視劇集
- 「解密計中計」（英語：Unveiling Intrigues）
- 「智激鬥」（英語：Master Mind）
- 「皇者系列」
- 「周末搜畫」
- 「迷離十點檔」（英語：Mystery Plot）
- 「超人氣劇場」（英語：Super Idol Touch）
- 「金庸名著系列」（英語：Complete Collection of Jinyong）
- 「第三類劇場」
- 「巨星劇場」（英語：Superstar Drama Series）
- 「周日闔家歡」（英語：Happy Together）
- 「武俠宗師」
- 「雷霆十點檔」（英語：Action Plot）
- 「黄金周末」
- 「奇幻篇」
- 「都市有心人」
- 「疑雲帳」
- 「周日中午劇場」
- 「美味星河」
- 「向專業致敬」
- 「武俠情書」
- 「星河戲劇之王」
- 「今古奇案」
- 「女人起義」
- 「風雲世代」
- 「周日劇場」（英語：Sunday Theatre）
- 「夏日戀戰」（英語：Summer Loving）
- 「金庸武俠經典」
- 「威尼斯影后葉德嫻經典回味」
- 「古龍武俠經典」（英語：Kung Fu Classics）
- 「懷念羅慧娟」
- 「鄉土情」（英語：Land of Love）
- 「星河武俠傳奇」
- 「我們的...」（英語：I am...）播出有關演員於1980年代至2000年代所參演的多部無線電視劇。
- 「功夫傳奇」（英語：Kungfu Legend Stories）
- 「偵探故事系列」（英語：Detective）
- 「母親節獻禮」（英語：Mother's Day Special）
- 「金庸100周年珍藏館」（英語：100th Jin Yong Museum）
- 「好戲連環看」（英語：Serial Drama）：類似千禧經典台所播放的追劇之王，播放系列電視劇。
- 「情景劇」（英語：Sit-com）分別二個時段播出，晚上6時會播現代情景劇版本，另外則會播之前情景劇版本。
- 「星河鉅獻」（英語：Xing He Selection）
- 「甜蜜的時光」（英語：Sweet Dreams）
- 综艺节目

自製節目
- 娛樂最前線（與TVB8同步）（已停止同步播放）
- TVB星河氣象報告（與TVB8同步）（已停止同步播放）

## 各地版本播放
星河頻道共分為兩個地區播放版本：亞太版本在香港以外的中國大陸、澳門、新加坡、馬來西亞及澳洲收看；泰國版本僅在泰國透過TrueVisions收看。
亞太版本現時在中國大陸、澳門、新加坡、馬來西亞及澳洲收看，該版本與泰國版本所播放的節目內容不同。另外，某些直播商可能會在六合彩開獎時段將頻道切換為J2，節目結束後切回星河頻道。
泰國版本現時僅在泰國收看，該版本與亞太版本所播放的節目內容不同，泰國版本主要以亞太版本的節目為基礎，再進行重新編排播放，其播放節目均以泰語廣播為主，不提供字幕。

## 外部連結
- http://programme.tvb.com/xinghe/（页面存档备份，存于）（繁體中文）
- http://b.tvb.com/tvbi/?p=2989&preview=true（页面存档备份，存于）（繁體中文）